# Camilla de Rossi
Camilla de Rossi was een barokcomponiste die in de periode 1707 tot 1710 actief was aan het keizerlijk hof te Wenen.
Over het leven van Camilla de Rossi is niets bekend. Omdat op haar composities het woord 'Romana' bij haar naam staat vermeld wordt algemeen aangenomen dat ze uit Rome afkomstig was. Waarschijnlijk heeft ze les gehad op een strijkinstrument, gezien de wijze waarop ze in haar composities van strijkinstrumenten gebruik maakt. Het enige dat daadwerkelijk bekend is over De Rossi is dat zij in de jaren 1707-1710 vier oratoria componeerde in opdracht van keizer Jozef I. Deze oratoria werden op religieuze feestdagen uitgevoerd door de Weense hofkapel. Daarnaast is er ook nog een wereldlijke cantate van De Rossi bewaard gebleven. 
De vier oratoria zijn geschreven voor solozangstemmen met orkest en komen qua stijl en vorm overeen met de oratoria van Alessandro Scarlatti. In haar composities maakt ze gebruik van specifieke instrumenten om een bepaald effect of personage te duiden. Zo worden in Santa Beatrice d’Este trompetten toegepast om een woeste krijger mee aan te geven, terwijl in Il sacrifizio di Abramo het destijds in Wenen relatief nieuwe instrument chalumeau is gebruikt voor Abrahams droom.  
Het gaat om de volgende vier oratoria:  
- Santa Beatrice d’Este (1707), op tekst van Benedetto Panfili
- Il sacrifizio di Abramo (1708), op tekst van Francesco Maria Dario
- Il figliuol prodigo (1709), op tekst van Camilla de Rossi
- Sant’ Alessio (1710)

De wereldlijke cantate Frà Dori, e Fileno is geschreven voor twee zangstemmen en strijkers. Het is onbekend in welk jaar deze cantate is gecomponeerd.